# Les Cassés
Les Cassés är en kommun i departementet Aude i regionen Occitanien  i södra Frankrike. Kommunen ligger  i kantonen Castelnaudary-Nord som ligger i arrondissementet Carcassonne. År 2022 hade Les Cassés 317 invånare.

## Befolkningsutveckling
Antalet invånare i kommunen Les Cassés
Referens: INSEE